# Topana
Topana est une commune roumaine située dans le județ d'Olt.